# 范皇貴妃
皇貴妃范氏（こうきひ はんし、生没年不詳）は、明の天啓帝の側室。

## 経歴
庶民の范江の娘として生まれる。天啓2年（1622年）、皇長女・朱淑娥（永寧公主）を産んで、慧妃となった。父の范江は正五品錦衣衛千戸に任じられた。天啓3年（1623年）には皇次男・朱慈焴（悼懐太子）を産んで、皇貴妃となった。弟の范守仁は従一品錦衣衛都督同知に任じられ、次弟の范守義は正四品錦衣衛帯俸指揮僉事に任じられた。しかし子女は夭折し、范氏への寵愛は衰えた。
崇禎帝が即位すると、慈寧宮に入住した。崇禎17年（1644年）3月、李自成軍が皇宮に進入すると、実家へ逃れて避難した。清代には、清朝政府から手当を受けて扶養された。

## 伝記資料
- 『明熹宗実録』
- 『酌中志』
- 『皇明永寧公主墓志』